# Otto Wolfskehl junior
Otto Wolfskehl (junior) (* 13. Mai 1920 in Darmstadt; † 1. Februar 1987 in Kassel) war ein deutscher Diplom-Physiker und Freimaurer. Er gehörte zur kernphysikalischen Beraterrunde der Bundesregierung.
Wolfskehl ist der Enkel des gleichnamigen jüdischen Darmstädter Bankiers und Politikers Otto Wolfskehl (Senior).  Er selbst war Konvertit und bereits seit seiner Kindheit evangelisch erzogen worden, wobei ihm seine jüdischen Wurzeln stets bewusst blieben.

## Familie
Die Familie Wolfskehl entstammt einer im hessischen Ried ansässigen alten jüdischen Patrizierfamilie, die sich nach dem Ort Wolfskehlen benannt hatte. Otto Wolfskehl (Junior) ist der Sohn von Eduard Wolfskehl (1864–1943) und Wilhelmine Marie Spohr-Braunfels (1878–1939). Seine Geschwister sind Marie-Luise (Lilly) (1900–1991), Fanny (1902–1974) und Charlotte verh. Kühner (1911–2010). Otto (Junior) ist der Neffe von Karl Wolfskehl, einem bekannten deutschen Dichter, und von Margarete (1862–1925), später Ehefrau des preußischen Generalleutnants Karl Freiherr von Preuschen (1862–1925). Der Mathematiker Paul Wolfskehl war sein Großonkel.
Fanny, Marie-Luise und Otto (Junior) liegen im Familiengrab auf dem Alten Darmstädter Friedhof neben ihren Großeltern Otto (Senior) und Lilli geb. Schulz (1841–1920).

## Beruf und Freimaurerei
Am 1. Juli 1966 zog Otto Wolfskehl aus beruflichen Gründen von Darmstadt nach Kassel und wurde Vorstandsmitglied der Stadtwerke Kassel. Wichtige Unternehmungen in Kassel mit seiner maßgeblichen Mitwirkung waren: Umstellung von Stadtgas auf Erdgas, Bau der Müllverbrennungsanlage und der Hallenbäder Süd und Mitte, Ausbau der Wasserversorgung, Einrichtung von Blockheizkraftwerken.
Am 6. Juni 1958 wurde er in die Freimaurerloge Zum flammenden Schwert in Darmstadt aufgenommen. Sie arbeitet unter der Konstitution der Großen Landesloge der Freimaurer von Deutschland. Bis zu seinem Tode füllte er in verschiedenen Freimaurerlogen unterschiedliche hohe Ämter aus: Von 1968 bis 1980 war er wortführender Meister der Andreas-Loge Ignis Sacer in Kassel. Von 1969 bis 1972 bekleidete er das Amt des Redners der Freimaurerloge Zur Freundschaft. Von 1985 bis 1987 war er Kapitelmeister des Kapitels Coronata zu Frankfurt am Main.
1973 erhielt er die Weihe zum Tempelmeister und Ritterkommandeur mit dem Roten Kreuz des Freimaurer-Ordens.
Von 1974 bis 1979 nahm Wolfskehl im Auftrag der Großen Landesloge der Freimaurer von Deutschland zeitweise an den Gesprächen zwischen römisch-katholischer Kirche und Freimaurern aus Deutschland, Österreich und der Schweiz teil, die schließlich zur Lichtenauer Erklärung geführt haben. Die „Lichtenauer Erklärung“ beschreibt die Haltung der Freimaurer zur katholischen Kirche. Sie wurde von den kirchlichen Dialogteilnehmern mit unterschrieben und kann als ein erster Versöhnungsversuch zwischen deutschsprachigen Freimaurern und römisch-katholischer Kirche gedeutet werden.
Anfang der 1980er Jahre entdeckte er im Archiv der Darmstädter Freimaurerloge Zum flammenden Schwert, der er trotz seines beruflichen Umzuges 1966 nach Kassel bis zu seinem Tode verbunden blieb, die teilweise von Erwin Rousselle kommentierten historischen Fragebücher des Freimaurer-Ordens. Rousselle, ebenfalls Mitglied der Loge Zum flammenden Schwert, hatte begonnen, die etwas verklausulierten und in der Sprache des 19. Jahrhunderts geschriebenen Fragebücher (entstanden zwischen ca. 1826 bis ca. 1843) zu deuten, zu erklären und zu kommentieren. Otto Wolfskehl führte diese Mammutaufgabe zu Ende. Bei den zehn Fragebüchern handelt es sich um eine der Lehrsäulen des Freimaurer-Ordens neben den Ritualen, den sogenannten Beilagen und den Hieber-Leitfäden (benannt nach Otto Hieber). Die kommentierten Fragebücher dienen heute vielen Freimaurern als freimaurerisches Studienmaterial.